# 臺南永福路孫宅
臺南永福路孫宅，為台南市中西區永福路的一棟木造建築，興建於1940年代，由住吉組承造。於2016年指定為台南市歷史建築。

## 沿革
原為越智寅一氏幹事的「勸業協會」的辦公室，其主要工作是配合其對面之台南市役所（今 永福國小）的政令，開發不動產、勸導企業家，以及做金融融資、擔保等工作。1945年戰後，由葉南輝醫師取得，作為別墅使用。1950年，轉讓予孫金寬。之後曾一度借給連震東，作為國民大會代表選舉事務所。
2014年10月，其所有權人曾有意將此建築拆除，經台南市文化局協調後，於隔月將其列為暫定古蹟；並在2016年指定為歷史建築。

## 建築特色
永福路孫宅為一獨棟兩層樓建築，四周設有圍牆，並留設庭院，通風採光良好。其各部開窗、角隅凸窗作法、屋頂、屋簷作法特別。大門柱與溝面磚、石宮燈等保存良好，具建築史研究價值。其用途因為由辦公室轉為住宅使用，後來在北側另設置廚房及浴室。

## 其他
其南側為葉石濤筆下的蝸牛巷。